# Europese kampioenschappen zwemmen 1947
De Europese kampioenschappen zwemmen 1947 werden gehouden van 10 tot en met 14 september 1947 in Monte Carlo, Monaco. Duitsland was bij deze eerste naoorlogse zwemkampioenschappen uitgesloten van deelname.

## Zwemmen

### Mannen

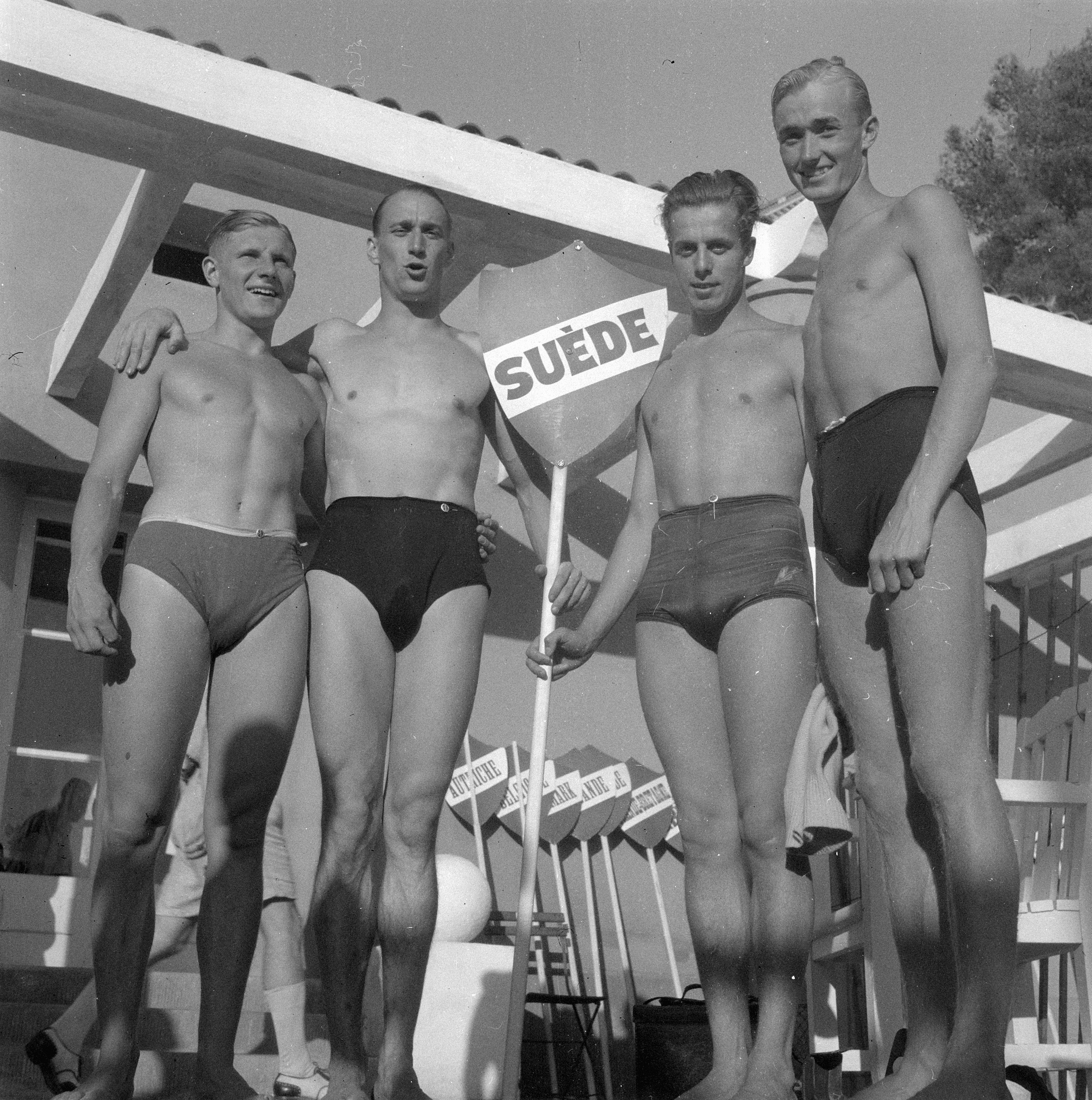
Het Zweedse mannen 4 x 200 meter estafetteteam

| Afstand:           | Goud:                                                                | Tijd    | Zilver:                                                               | Tijd    | Brons:                                                        | Tijd    |
| 100 m vrije slag   | Alexandre Jany Frankrijk                                             | 56,9    | Per-Olof Olsson Zweden                                                | 58,8    | Elemér Szathmáry Hongarije                                    | 59,6    |
| 400 m vrije slag   | Alexandre Jany Frankrijk                                             | 4.35,2  | György Mitró Hongarije                                                | 4.50,4  | Miloslav Bartušek Tsjecho-Slowakije                           | 4.51,4  |
| 1500 m vrije slag  | György Mitró Hongarije                                               | 19.28,0 | Ferenc Vörös Hongarije                                                | 20.07,0 | Marijan Stipetić Joegoslavië                                  | 20.08,5 |
| 100 m rugslag      | Georges Vallerey Frankrijk                                           | 1.07,6  | Gyula Válent Hongarije                                                | 1.10,5  | Jiří Kovář Tsjecho-Slowakije                                  | 1.10,5  |
| 200 m schoolslag   | Roy Romain Verenigd Koninkrijk                                       | 2.40,1  | Anton Cerer Joegoslavië                                               | 2.41,6  | Sándor Németh Hongarije                                       | 2.46,2  |
| 4x200 m vrije slag | Zweden Per-Olof Olsson Martin Lundén Per-Olof Östrand Olle Johansson | 9.00,5  | Frankrijk Alexandre Jany Charles Babey Georges Vallerey Jean Vallerey | 9.00,7  | Hongarije Imre Nyéki Géza Kádas György Mitró Elemér Szathmáry | 9.01,0  |

### Vrouwen

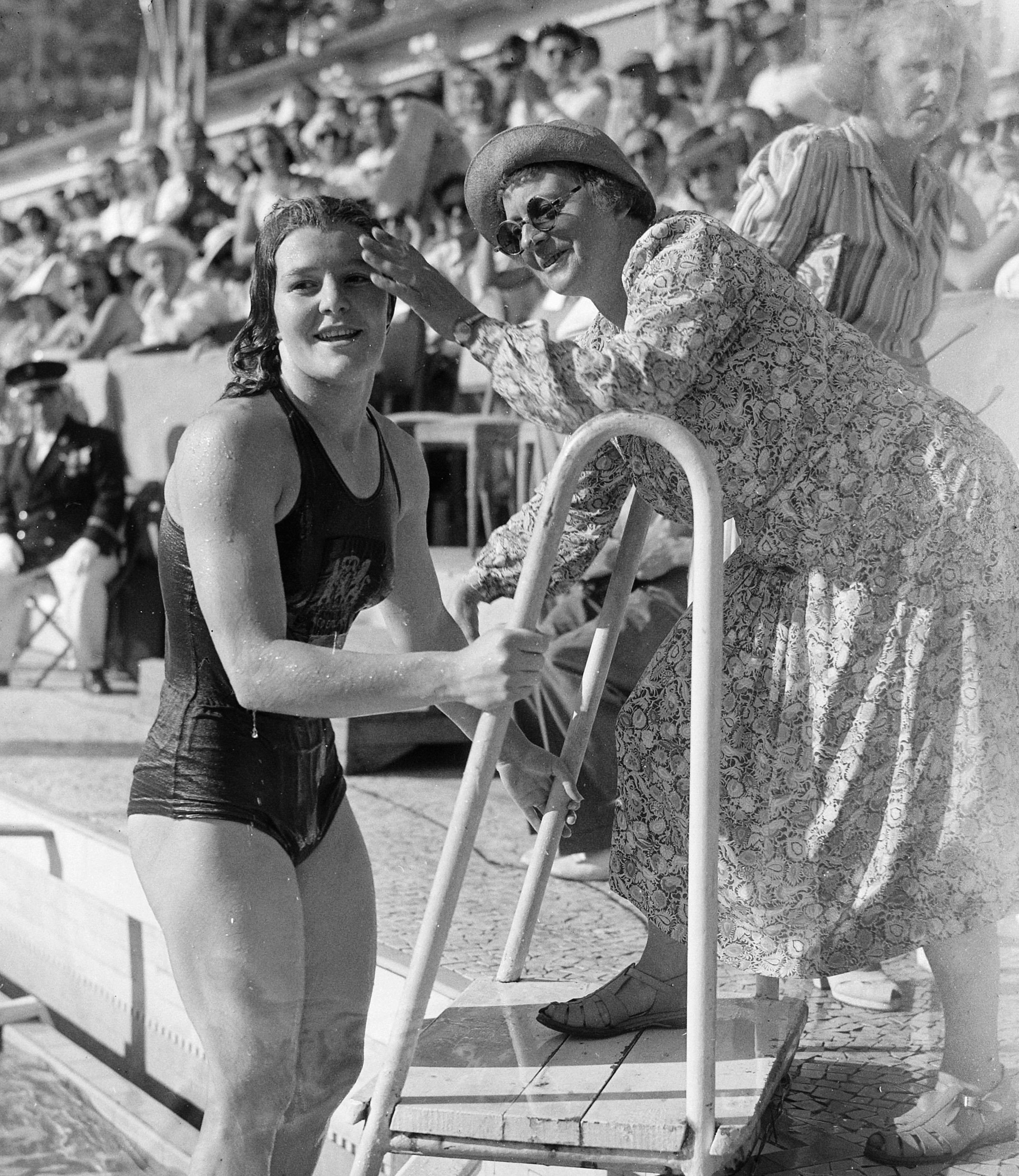
Nel van Vliet en trainer Ma Braun

| Afstand:           | Goud:                                                                | Tijd   | Zilver:                                                                         | Tijd   | Brons:                                                                                             | Tijd   |
| 100 m vrije slag   | Fritze Nathansen Denemarken                                          | 1.07,8 | Hannie Termeulen Nederland                                                      | 1.08,1 | Greta Andersen Denemarken                                                                          | 1.08,3 |
| 400 m vrije slag   | Karen Harup Denemarken                                               | 5.18,2 | Catherine Gibson Verenigd Koninkrijk                                            | 5.19,8 | Fernande Caroen België                                                                             | 5.20,9 |
| 100 m rugslag      | Karen Harup Denemarken                                               | 1.15,9 | Catherine Gibson Verenigd Koninkrijk                                            | 1.16,5 | Iet Koster-van Feggelen Nederland                                                                  | 1.18,0 |
| 200 m schoolslag   | Nel van Vliet Nederland                                              | 2.56,6 | Éva Székely Hongarije                                                           | 2.57,9 | Jannie de Groot Nederland                                                                          | 3.00,5 |
| 4x100 m vrije slag | Denemarken Elvi Svendsen Karen Harup Greta Andersen Fritze Nathansen | 4.32,3 | Nederland Margot Marsman Irma Schuhmacher Hannie Termeulen Marie-Louise Vaessen | 4.36,0 | Verenigd Koninkrijk Catherine Gibson Lilian Preece Nancy Riach Margaret Wellington Margaret Girvan | 4.37,1 |

## Schoonspringen

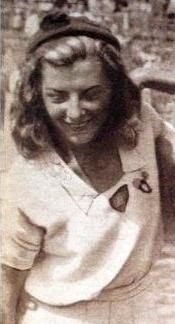
Madeleine Moreau

### Mannen
| Onderdeel: | Goud:                          | Score  | Zilver:                  | Score  | Brons:                             | Score  |
| 3 m plank  | Roger Heinkele Frankrijk       | 126,71 | Svante Johansson Zweden  | 118,88 | László Hidvégi Hongarije           | 114,50 |
| 10 m toren | Thomas Christiansen Denemarken | 105,55 | Lennart Brunnhage Zweden | 98,85  | Louis Marchant Verenigd Koninkrijk | 95,32  |

### Vrouwen
| Onderdeel: | Goud:                       | Score  | Zilver:                    | Score | Brons:                           | Score |
| 3 m plank  | Madeleine Moreau Frankrijk  | 100,43 | Alma Staudinger Oostenrijk | 90,67 | Jeannette Aubert-Pinel Frankrijk | 86,78 |
| 10 m toren | Nicole Péllissard Frankrijk | 60,03  | Eileen Szagot Hongarije    | 59,86 | Alma Staudinger Oostenrijk       | 58,02 |

## Waterpolo
| Onderdeel: | Goud:  | Zilver: | Brons: |
| Mannen     | Italië | Zweden  | België |

## Medaillespiegel
| Plaats | Land                | Goud | Zilver | Brons | Totaal |
| 1      | Frankrijk           | 6    | 1      | 1     | 8      |
| 2      | Denemarken          | 5    | 0      | 1     | 6      |
| 3      | Hongarije           | 1    | 5      | 4     | 10     |
| 4      | Zweden              | 1    | 4      | 0     | 5      |
| 5      | Verenigd Koninkrijk | 1    | 2      | 2     | 5      |
| 5      | Nederland           | 1    | 2      | 2     | 5      |
| 7      | Italië              | 1    | 0      | 0     | 1      |
| 8      | Oostenrijk          | 0    | 1      | 1     | 2      |
| 8      | Joegoslavië         | 0    | 1      | 1     | 2      |
| 10     | Tsjecho-Slowakije   | 0    | 0      | 2     | 2      |
| 10     | België              | 0    | 0      | 2     | 2      |
| Totaal | Totaal              | 16   | 16     | 16    | 48     |